# Hrabstwo Sevier (Arkansas)

Piramida wieku hrabstwa

Hrabstwo Sevier – hrabstwo w USA, w stanie Arkansas. Według danych z 2010 roku, hrabstwo zamieszkiwało 17058 osób. Hrabstwo należy do nielicznych hrabstw w Stanach Zjednoczonych należących do tzw. dry county, czyli hrabstw gdzie decyzją lokalnych władz obowiązuje całkowita prohibicja.

## Miejscowości
- Ben Lomond
- De Queen
- Gillham
- Horatio
- Lockesburg